# Apresentação no Templo (Giovanni Bellini)
Apresentação no Templo (em italiano:  Presentazione al Tempio) é uma têmpera sobre madeira (80 x 105 cm) do pintor italiano Giovanni Bellini pintada provavelmente cerca de 1460 e que se encontra presentemente na Fondazione Querini Stampalia, em Veneza.
A pintura representa o episódio bíblico da Apresentação de Jesus no Templo descrito em Lucas 2:22–40.

## História
A data da obra é incerta, mas tem sido situada após a análoga Apresentação no Templo de Mantegna (cerca de 1455), da qual Bellini retomou o cenário e as figuras de uma forma muito fiel.
Não se conhecem as razões para a realização das duas obras, talvez ligadas a eventos familiares, se nos personagens estiverem realmente presentes os retratos da família Bellini e de Mantegna.

## Descrição e estilo
As figuras principais são quase idênticas às de Mantegna: a Virgem Maria segura o Menino Jesus enfaixado e com os pés apoiados num parapeito, enquanto um velho sacerdote de longas barbas se apresta para segurá-lo. De frente, ao centro mas em segundo plano, encontra-se São José, que alguns identificaram como sendo o possível retrato do pai do pintor, Jacopo Bellini, enquanto nos lados Giovanni Bellini acrescentou mais duas figuras, que animam o grupo e criando uma pequena multidão humana.
As figuras têm sido identificadas de variadas formas, mas sempre dentro da família do pintor: os dois homens à direita seriam um auto-retrato de Giovanni (que olha para o espectador) ao lado do seu cunhado Mantegna ou do seu meio-irmão Gentile Bellini; as mulheres à esquerda poderão ser Nicolosia, irmã de Giovanni e de Gentile, bem como esposa de Mantegna, e a mãe deles Anna Bellini.

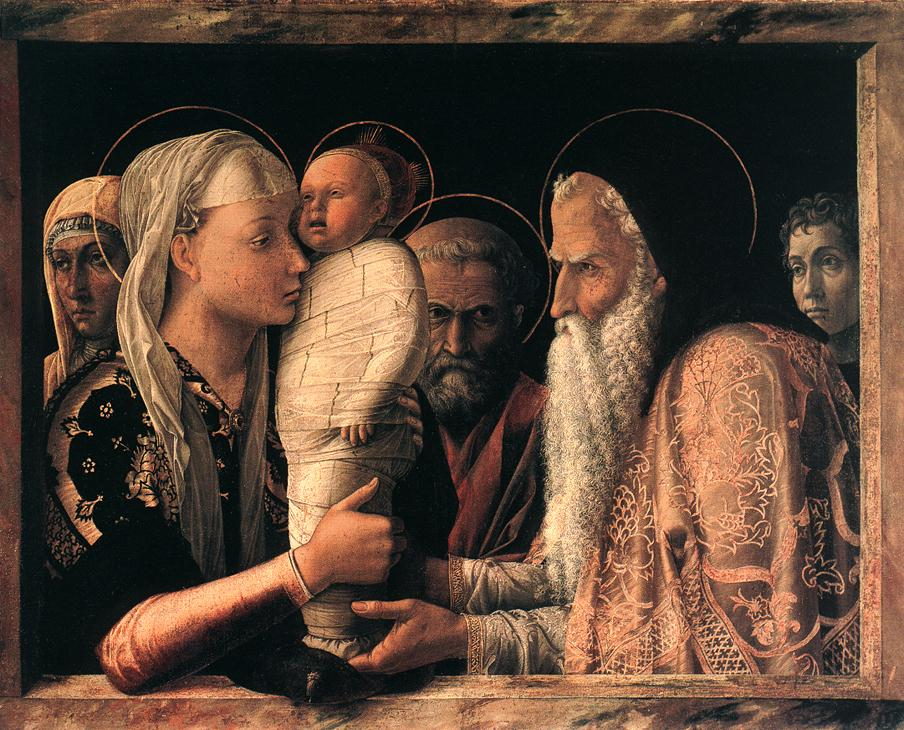
Apresentação no Templo (c. 1460), de Andrea Mantegna

No lugar da moldura a imitar mármore, Bellini deixou apenas uma balaustrada, aproximando assim as figuras do espectador. A dimensão mais humana da cena também é sublinhada pela falta de halos e de um cromatismo mais suave, concretizado em tons brancos e vermelhos alternadamente.